# ديوكاليون (رواية)
ديوكاليون هي رواية خيال علمي لفئة اليافعين كتبها براين كاسويل عام 1995. تتكلم الرواية عن مجموعة من المستوطنين الذين سافروا عبر الفضاء لبناء مستقبل جديد على كوكب يُدعى ديوكاليون. أما مستقبل شعب الإلوكوي أو شعب إيكاروس، وهم أوائل المستوطنون يبقى غامضًا وغير مؤكد.

## خلفية الرواية
نشر دار نشر جامعة كوينزلاند رواية ديوكاليون لأول مرة في أستراليا بتاريخ 1 سبتمبر 1995 بصيغة كتاب ورقي، وفي عام 1996، اصدر لويس براييل بوكس الرواية بصيغة كتاب صوتي. أعاد دار فلايوايز نشر الرواية في المملكة المتحدة عام 2002. وزعت خدمات الكتب المتخصصة الدولية في أمريكا الشمالية .
فازت ديوكاليون مناصفةً مع رواية سابرييل للكاتب غارث نيكس بجائزة أورياليس لعام 1995 لأفضل رواية لليافعين، كما وصلت إلى القائمة القصيرة لجائزة مجلس كتب الأطفال في أستراليا لعام 1996 عن كتاب العام للفئة العمرية الأكبر سنًا.

## أحداث الرواية
تبدأ الرواية في أواخر القرن الثالث والعشرين الميلادي، حيث يكون البشر قد استكشفوا الفضاء على مسافات تمتد لسنوات ضوئية. ومع ذلك، لم يُكتشف سوى كوكب واحد صالح للحياة، ويُدعى ديوكاليون. ويقع هدا الكوكب على بُعد 34 سنة ضوئية من الأرض، ويضم قارة كبيرة واحدة وبحرًا داخليًا.
يعيش على الكوكب سكان أصليون أذكياء يُعرفون باسم الإلوكوي، يشبهون إلى حد بعيد شعب الإلوي في رواية "آلة الزمن" لـ هـ. ج. ويلز. ويعيش الإلوكوي في مستوى حضاري مماثل للعصر الحجري. تقع مستوطنات البشر والإلوكوي معًا على الساحل الشرقي من القارة، غير أن المستوطنين البشر أجبروا الإلوكوي على العيش في محميات مخصصة لهم. أما العاصمة البشرية على الكوكب، فتعرف باسم جنيف الجديدة.
رغم تطور السفر بين النجوم، فإن المركبات الفضائية لا تزال تقتصر على سرعة الضوء فقط، ولا يمكنها تجاوزها، مما يجعل الرحلة إلى كوكب ديوكاليون تستغرق أربعة وثلاثين عامًا حتى لأسرع السفن. لذلك، يُحفظ الركاب على متن السفن بالتجميد الحيوي للحفاظ عليهم طوال مدة الرحلة الطويلة.